# Diomus
Genre
Diomus est un genre d'insectes coléoptères de la famille des coccinelles.

## Liste d'espèces
Selon Catalogue of Life (29 août 2014) :
- Diomus amabilis
- Diomus arizonicus
- Diomus austrinus
- Diomus balteatus
- Diomus bigemmeus
- Diomus debilis
- Diomus floridanus
- Diomus humilis
- Diomus liebecki
- Diomus myrmidon
- Diomus pseudotaedatus
- Diomus pumilio
- Diomus roseicollis
- Diomus taedatus
- Diomus terminatus
- Diomus texanus
- Diomus xanthaspis